# Station Berzy-le-Sec
Station Berzy-le-Sec is een voormalig treinstation gelegen op het grondgebied van de gemeente Bernoy-le-Château in het departement Aisne in de regio Hauts-de-France. Het station ligt aan de lijn van La Plaine naar Hirson en Anor (grens), tussen de stations Vierzy en Soissons
Het station is 2 juni 1862 in gebruik genomen door de Compagnie des chemins de fer du Nord bij de opening van het traject van Villers-Cotterêts naar Laon.  Het station is buiten gebruik; het reizigersgebouw bestaat nog maar is een woonhuis geworden, het goederendeel is er ook nog en is in gebruik bij een autosloperij.